# Jabuka (wyspa)
Jabuka – bezludna wyspa pochodzenia wulkanicznego na Adriatyku, wchodząca w skład archipelagu Viskiego, leżąca 23 km na zachód od wyspy Sv. Andrija (zwanej również Svetac) i około 50 km na zachód od wyspy Vis.
Ma bardzo strome zbocza o wysokości 97 m, przy długości wynoszącej 200–300 m i szerokości około 100 m. Lądowanie na wyspie jest możliwe wyłącznie od południowego zachodu i tylko przy dobrej pogodzie. Od 1958 stanowi pomnik przyrody. Na wyspie są trzy gatunki endemiczne, czarna odmiana jaszczurki Podarcis melisellensis pomoensis oraz dwie rośliny z rodziny astrowatych: Centaurea jabukensis i Centaurea crithmifolia. Obecnie Jabuka jest bardzo popularnym celem wycieczek dla żeglarzy.